# Џорџ Бејли
Џорџ Вилијам Бејли (енгл. George William Bailey; Порт Артур, Тексас, 27. август 1944), познат као Џ. В. Бејли (енгл. G. W. Bailey), амерички је позоришни, филмски и телевизијски глумац.
Иако се појављивао у многим драмским улогама, можда га највише памте по његовим „оштрим“ комичним ликовима као што је наредник Лутер Рицо у М*А*С*Х (ТВ серија 1979–1983); Поручник/капетан Тадеус Харис у серијалу филмова Полицијска академија (1984–1994), филму
Кратки спој (1986) и као капетан Феликс Максвел у филму Манекен (1987). Од 2005. до 2018. играо је улогу детектива поручника Луија Провенце у телевизијској криминалистичкој драми ТНТ-а Завршница и њеној спиноф серији Велики злочини.